# Ужрад (Бистрица-Насауд)
Ужрад (рум. Ujrad) насеље је у Румунији у округу Бистрица-Насауд. Oпштина се налази на надморској висини од 644 m.

## Становништво
Према подацима из 2011. године у насељу је живело 3312 становника.